# XEX-AM
W Deportes  es una emisora de radio deportiva que emite desde la Ciudad de México, en la frecuencia de 730 kHz de la banda de AM, con 60 kW de potencia, canal libre internacional.

## Historia
La XEX-AM inició sus transmisiones en 1947, con el nombre de "La voz de México".[cita requerida]
Su creador y fundador fue Alonso Sordo Noriega, y el ingeniero en jefe era Walter C. Buchanan, quien tiempo después fue titular de la Secretaría de Comunicaciones y Transportes. Sus instalaciones se encontraban inicialmente en la calle de Córdoba 48, en la colonia Roma.
Posteriormente, los estudios se trasladaron a Dr. Río de la Loza 196, a espaldas de Televicentro, y los ejecutivos eran: Miguel O’Farril Zapata (gerente) y Daniel Pérez Arcaraz (director de programación). 
En la siguiente etapa de esta estación, vino un nuevo cambio de domicilio: se trasladaron a la avenida Morelos, casi esquina con la avenida Balderas. Después, se mudaron a las instalaciones de la calle Ayuntamiento 52, en la época en la que ya formaban parte del Grupo Radiópolis, junto con XEW-AM (900 kHz) y XEQ-AM (940 kHz).[cita requerida]
Después, surgió la idea de reunir en un mismo lugar las estaciones, por lo que empezó a construirse un edificio en la avenida Chapultepec 18 que albergara a las mismas; sin embargo, con el inicio de la televisión en México, se evitó que el edificio fuera la sede de este grupo, ya que dio cabida a las instalaciones de XEW-TV Canal 2, del XHTV Canal 4 y del XHGC Canal 5, conocidas como Televicentro (actualmente, Televisa Chapultepec).[cita requerida]
XEX-AM ha tenido varios formatos, y el hablado ha sido hasta ahora el más importante. Sin embargo, a partir de los años 1980, ha tenido varios cambios importantes:
De 1981 a 1983, fue conocida como La X, y de 1983 hasta 1987, como Radio Festival, ambos con un formato musical juvenil, bajo la dirección del periodista Juan Calderón y de José Luis Moreno ("el Cuervo"), también locutor. El cuadro de locutores lo conformaban: Marco Tulio García, Rubén Mercado Rivas, Miguel Ángel Palomera de la Reé, Rubén López Córdoba y Jaime Ortiz Pino. Posteriormente, su contraparte en FM (XEX-FM 101.7 MHz) adoptaría dicho formato. Entre 1988 y 1991, volvería al formato hablado, siendo conocida simplemente como XEX 730.[cita requerida]
En 1991, albergaría el formato de música grupera y popular, primero con el nombre de La Super Grande y, al año siguiente, como La Super X Ke Buena, hasta 1993, año en el que el formato se trasladaría a la XEQ-FM 92.9 MHz, inicialmente conocida como la Super Q Ke Buena FM.[cita requerida]
En 1994, regresó al formato hablado, y adoptó el nombre de Frecuencia Libre, con programación de corte informativo, dirigida por el periodista Fernando Alcalá.[cita requerida]
En 1996, regresó al formato musical combinado por el hablado, con el nombre de La X de México, que duraría hasta 1999, cuando volvió a adoptar el formato grupero, retomando el nombre de La X, con el lema “En mi radio, la X es la que manda”. A principios del 2000, sin abandonar el formato, se convirtió en la estación “espejo” de la Ke Buena. En el 2001, fue su última etapa como estación musical, pero con balada en español, con el nombre de La Nueva X, con el lema “Joven como tú”.[cita requerida]
A partir del 2003, albergó el formato Estadio W, una estación de corte deportivo cuyo origen se dio en 1999 en la estación XEFR-AM (1180 kHz), del Grupo ACIR, con el nombre de Super Deportiva 1180 AM. Fue así como el concepto de radio deportiva más importante de México, dirigido por Francisco Javier González, encontró un lugar más estable en el cuadrante, luego de los dos cambios anteriores. A partir del 2 de enero del 2012, cambia su nombre a TD W (Televisa Deportes W), y mantuvo el formato del cual procede, en el 2010, el canal de televisión Televisa Deportes Network (TDN), encabezado por el mismo grupo de trabajo de la estación, hasta la noche del jueves 5 de enero del 2017.[cita requerida]
A partir del 6 de enero del 2017, adoptó el nombre comercial de W Deportes.[cita requerida]

## Formatos de la emisora
Estos son los nombres de algunos de los formatos con los que se ha conocido a la estación XEX-AM 730 kHz:
- Ke Buena AM
- La Nueva X
- La X es la que manda
- X 730 AM, con el lema "sintonía humana"
- La Rancherita
- La X de México
- Tu estación
- La Super X ke ke ke buena
- La Supergrande 730
- XEX frecuencia libre
- Radio Festival
- Estadio W
- TDW
- W Deportes